# Pasila
Pasila (schwed. Böle) ist ein Stadtteil (finn. kaupunginosa) und zugleich Stadtbezirk (peruspiiri) der finnischen Hauptstadt Helsinki. Er liegt am nördlichen Ende der Innenstadt, etwa 3,5 km vom Stadtkern entfernt. Obwohl Pasila nicht zum eigentlichen Zentrum gehört, ist der Bahnhof Pasila der zweitbetriebsamste Bahnhof Finnlands. Der Stadtteil beherbergt eine verhältnismäßig große Zahl von Arbeitsplätzen und mehrere bekannte Einrichtungen, darunter das Messezentrum (Messukeskus), die Multifunktionshalle Hartwall Areena und die Radio- und Fernsehstudios des öffentlich-rechtlichen Senders YLE. Weithin sichtbares Wahrzeichen des Stadtteils ist der 146 m hohe Fernsehturm von Pasila.
Pasila wird von der sogenannten Hauptstrecke der finnischen Eisenbahn in zwei Teile zerschnitten, die über eine Brücke miteinander verbunden sind: Ost-Pasila (Itä-Pasila) und West-Pasila (Länsi-Pasila). Das dazwischen liegende Gelände der Eisenbahn wird Mittel-Pasila (Keski-Pasila) genannt. Nördlich schließt sich Nord-Pasila (Pohjois-Pasila) an, das von einem großen Abstellbahnhof für Reisezüge eingenommen wird. Von der Gesamtfläche des Stadtteils entfallen über 40 % auf den Verkehr, mehr als 20 % auf Büros und nur ca. 5 % auf Wohnungen.

## Geschichte

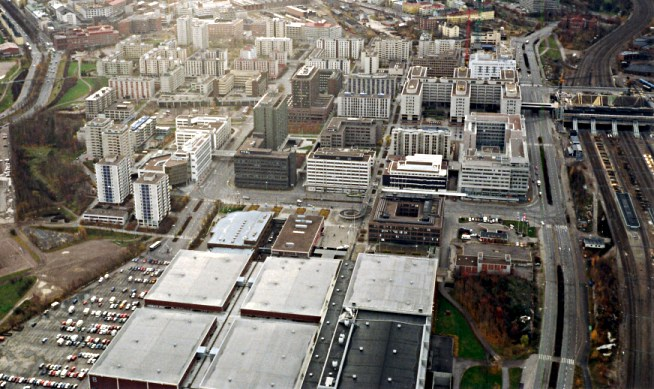
Ost-Pasila aus der Luft (1989). Im Vordergrund das Messezentrum, rechts der Bahnhof.

Pasila entstand im 19. Jahrhundert als zunächst eher dünn besiedelter Vorort von Helsinki. Die Eröffnung des Bahnhofs im Jahr 1890 und die Errichtung einer Maschinenwerkstatt Anfang des 20. Jahrhunderts brachten allmählich Schwung in die Entwicklung, und 1912 wurde das damals als Fredriksberg oder auch Puu-Pasila („Holz-Pasila“) bekannte Gebiet eingemeindet. Da Pasila aus allen Richtungen wesentlich leichter zu erreichen ist als das auf einer Halbinsel befindliche Zentrum, schlug schon Eliel Saarinen 1918 vor, den Hauptbahnhof hierher zu verlegen und Pasila zu einer Art neuem Zentrum auszubauen. Damals wurde die Idee nicht aufgegriffen und Pasila blieb ein einfaches Holzhausgebiet, doch Ende der 1960er Jahre wurde Ost-Pasila und in den 1980er Jahren auch West-Pasila völlig neu erbaut. Von den alten Holzhäusern blieben dabei nur einige wenige übrig. In Ost-Pasila entstanden große, graue Plattenbauten in brutalistischem Stil; auch wurden, der Verkehrsplanung jener Zeit entsprechend, der Autoverkehr und Fußgängerverkehr auf zwei verschiedene Ebenen getrennt, ähnlich wie in Merihaka. Nachdem die Architektur von Ost-Pasila viel Kritik auf sich gezogen hatte, wurde West-Pasila in einem anderen, weniger vom Beton geprägten Stil errichtet.

## Zukunft
Wegen seiner verkehrstechnisch günstigen Lage soll der Stadtteil in Zukunft immer mehr zu einem zweiten Zentrum von Helsinki ausgebaut werden. Vor allem Mittel-Pasila soll tiefgreifend umgestaltet werden. Nach der Fertigstellung des neuen Hafens im östlichen Stadtteil Vuosaari (2008) haben nämlich die zwei bisherigen, im Zentrum gelegenen Frachthäfen von Helsinki ihren Betrieb eingestellt und werden mit neuen Wohn- und Bürogebieten ersetzt. Infolgedessen hat sich auch fast der gesamte Schienengüterverkehr nach Ost-Helsinki verlegt, so dass in Pasila große, bisher von der Eisenbahn beanspruchte Gebiete freigeworden sind.
Fest steht, dass in Pasila neben neuen Wohngebieten vor allem neue Gewerbeflächen entstehen sollen. Besonders im Bereich der Informationstechnologie und der Medien soll sich der Stadtteil profilieren. Die Einzelheiten der künftigen Architektur sind noch nicht festgelegt; einer der bekanntesten Entwürfe stammt vom Italiener Cino Zucchi, der u. a. den Bau mehrerer hoher Bürotürme – lokal wird von „Wolkenkratzern“ gesprochen – vorschlägt. Auch ein unterirdischer Bahnhof für die künftige zweite Linie der Metro Helsinki ist vorgesehen.